# Dan Condurache
Dan Condurache (ur. 26 lipca 1952 w Dorohoi) – rumuński aktor teatralny i filmowy.

## Wybrana filmografia
- 2010: Jeśli ziarno nie obumrze (Daca bobul nu moare)
- 2000: Śmiertelna zemsta (Les 7 vies du docteur Laux)
- 1995: Krasnoludki są na świecie  (Leapin' Leprechauns)
- 1992: Dąb (Balanța)
- 1986: Złoty pociąg (Trenul de aur)